# Arnaud
Arnaud (fr. Rivière Arnaud) – rzeka we wschodniej Kanadzie, na północy prowincji Quebec.
Arnaud wypływa z jeziora Lac Payne na półwyspie Ungawa, następnie przepływa przez liczne jeziora lodowcowe, ostatecznie wpada do zatoki Ungava nieopodal osady inuickiej Kangirsuk.
Rzeka jest zamarznięta przez większość roku, jedynie przez kilka miesięcy letnich płynie swobodnie. Temperatury osiągają wtedy ok. 7 °C.